# Bose (månekrater)
 For alternative betydninger, se Bose. (Se også artikler, som begynder med Bose)
Bose er et nedslagskrater på Månen. Det befinder sig på den sydlige halvkugle på Månens bagside og er opkaldt efter den bengalske polyhistor Chandra Bose (1858 – 1937).
Navnet blev officielt tildelt af den Internationale Astronomiske Union (IAU) i 1970. 
Krateret observeredes første gang i 1965 af den sovjetiske rumsonde Zond 3.

## Omgivelser
Bosekrateret ligger lige nordvest for det mindre Bhabhakrater og sydøst for Alderkrateret. 

## Karakteristika
Boses ydre rand er blevet nedslidt og dets spidser afrundede af senere nedslag, men væggens form er velbevaret. Det lille satellitkrater "Bose D" ligger over den øst-nordøstlige rand, og et småkrater er dannet på den indre sydøstlige væg. Kraterbunden er jævn med en lav central top, som er let forskudt mod sydøst i forhold til kratermidten. Der findes adskillige småkratere på bunden, herunder tre øst for den centrale top.

## Satellitkratere
De kratere, som kaldes satellitter, er små kratere beliggende i eller nær hovedkrateret. Deres dannelse er sædvanligvis sket uafhængigt af dette, men de får samme navn som hovedkrateret med tilføjelse af et stort bogstav. På kort over Månen er det en konvention at identificere dem ved at placere dette bogstav på den side af satellitkraterets midte, som ligger nærmest hovedkrateret. Bosekrateret har følgende satellitkratere:
| Bose | Længde  | Bredde   | Diameter |
| ---- | ------- | -------- | -------- |
| A    | 49,3° S | 166,5° V | 28 km    |
| D    | 52,7° S | 166,1° V | 20 km    |
| U    | 52,8° S | 174,6° V | 38 km    |

## Måneatlas
- Billeder af Bosekrateret i LPI-måneatlasset